# أندرياس براون
أندرياس براون (بالمجرية: Braun András) (و. 1967 – 2015 م) هو رسام مجري، ولد في ميشكولتس، توفي في بودابست، عن عمر يناهز 48 عاماً.

## التعليم
تعلم في الجامعة المجرية للفنون الجميلة (1989–1995)
.